# Канцелар (Руска Империја)
Канцелар (рус. канцлер) или државни канцелар (рус. государственный канцлер) био је највиши грађански чин у Табели рангова у Руској Империји.

## Дјелокруг
Чин канцелара давао се најчешће министрима иностраних послова (раније предсједницима Колегијума иностраних послова). Према Зборнику закона Руске Империје (1857) одређено је да Министарством иностраних послова управља „државни канцелар”, а ако га нема онда „вицеканцелар или министар иностраних послова”. Алтернативно, највиши грађански чин у Табели рангова био је и активни тајни савјетник 1. класе који се давао свим државницима који по свом службеном положају нису могли бити канцелари. Уколико је министар имао грађански чин II класе (активни тајни савјетник) могао се назвати „вицеканцеларом”.
Канцелару се обраћало са Ваше високопревасходство (рус. Ваше высокопревосходительство). Овај највиши грађански чин одговарао је највишем војном чину генерал-фелдмаршала и највишем поморском чину генерал-адмирала. У историји Руске Империје било је 11 државника који су носили чин државног канцелара. Први канцелар је био гроф Гаврил Головкин (1709—1734), а посљедњи канцелар свијетли кнез Александар Горчаков (1867—1883).

## Списак канцелара
1. гроф Гаврил Иванович Головкин (1709—1734);
2. кнез Алексеј Михајлович Черкаски (1740—1742);
3. гроф Алексеј Петрович Бестужев-Рјумин (1744—1758);
4. гроф Михаил Иларионович Воронцов (1758—1762);
5. гроф Иван Андрејевич Остерман (1796—1797);
6. свијетли кнез Александар Андрејевич Безбородко (1797—1799);
7. гроф Александар Романович Воронцов (1802—1805);
8. гроф Николај Петрович Румјанцев (1809—1826);
9. свијетли кнез Виктор Павлович Кочубеј (1834);
10. гроф Карл Васиљевич Несељроде (1845—1862);
11. свијетли кнез Александар Михајлович Горчаков (1867—1883).